# Ministère de l'Enseignement supérieur, de la Recherche scientifique et de l'Innovation
Cet article concerne un ministère marocain. Pour son équivalent guinéen, voir Ministère de l'Enseignement supérieur, de la Recherche scientifique et de l'Innovation (Guinée).
Le ministère de l'Enseignement supérieur, de la Recherche scientifique et de l'Innovation est un ministère marocain créé en 1995, chargé de préparer et de mettre en œuvre les politiques du gouvernement marocain dans le domaine de l'enseignement supérieur, de la recherche et de l'Innovation.
Le ministère est chargé de préparer des plans pour le développement de l'enseignement supérieur universitaire et des activités de planification qui s'y rapportent, ainsi que de soutenir l'enseignement supérieur et d'autoriser l'ouverture de ses établissements, en plus d'approuver la recherche scientifique et en encourager l'appui technique.
En 2017, le gouvernement marocain a fusionné le ministère de l'Enseignement supérieur, de la Recherche scientifique et de la Formation du personnel avec le ministère de l'Éducation nationale en un seul ministère, le "Ministère de l'Éducation nationale, de la Formation professionnelle, de l'Enseignement supérieur et de la Recherche scientifique". Cependant, en 2021, cette fusion au sein du gouvernement Akhannouch a été annulée. 
L'actuel ministre, Azzedine El Midaoui, a pris ses fonctions le 23 octobre 2024, succédant à Abdellatif Miraoui,.

## Budget
| Années | Investissement   | Fonctionnement    |
| ------ | ---------------- | ----------------- |
| 2022,  | 1 715,08 (1,96%) | 12 412,69 (6,10%) |
| 2023   | 1 853,08 (1,75%) | 13 211,95 (5,99%) |

## Voir Aussi